# Каменев, Александр Александрович
Александр Александрович Каменев (1877, деревня Дьяконово, Грязовецкий уезд, Вологодская губерния — 2 июля 1918, Кемь) — участник революционного движения, большевик, организатор советской власти в Карелии.

## Биография
Родился в семье крестьян. В 1906 году был выслан в село Шуерецкое за революционную пропаганду среди крестьян и участие в аграрных волнениях. После окончания срока ссылки с 1909 года жил в селе Сумский Посад, заведовал библиотекой, занимался журналистикой.
Статьи и корреспонденции Александра Камненева публиковались в таких газетах, как «Архангельские губернские ведомости», «Архангельск» и других. В 1910 году стал секретарём Поморского отделения Архангельского общества изучения Русского Севера.
В 1917 году вступил в РСДРП(б), стал инициатором создания сельского Совета и союза рыбаков в Сумском Посаде. С декабря 1917 ― председатель Совета крестьянских и солдатских депутатов Поморского района. С марта 1918 заместитель председателя Кемского уездисполкома.
Одновременно был уездным комиссаром труда, а затем ― юстиции. Расстрелян интервентами Антанты в день захвата города Кемь.